# Grands Goulets
Tunnel des Grands Goulets
Ne doit pas être confondu avec Le Grand Goulet ou Grand'Goule.
Pour les articles homonymes, voir Goulet.
Les Grands Goulets sont des gorges situées dans le département français de la Drôme, dans la partie amont de la reculée de la Vernaison (ou vallée d'Échevis), dans la partie occidentale du massif du Vercors.
Ce lieu, partagé entre les communes d'Échevis, La Chapelle-en-Vercors et Saint-Martin-en-Vercors, comprend également un tunnel de 1 700 mètres dénommé tunnel des Grands Goulets, inauguré le 28 juin 2008 par le conseil général de la Drôme.

## Géographie

### Géologie et topographie

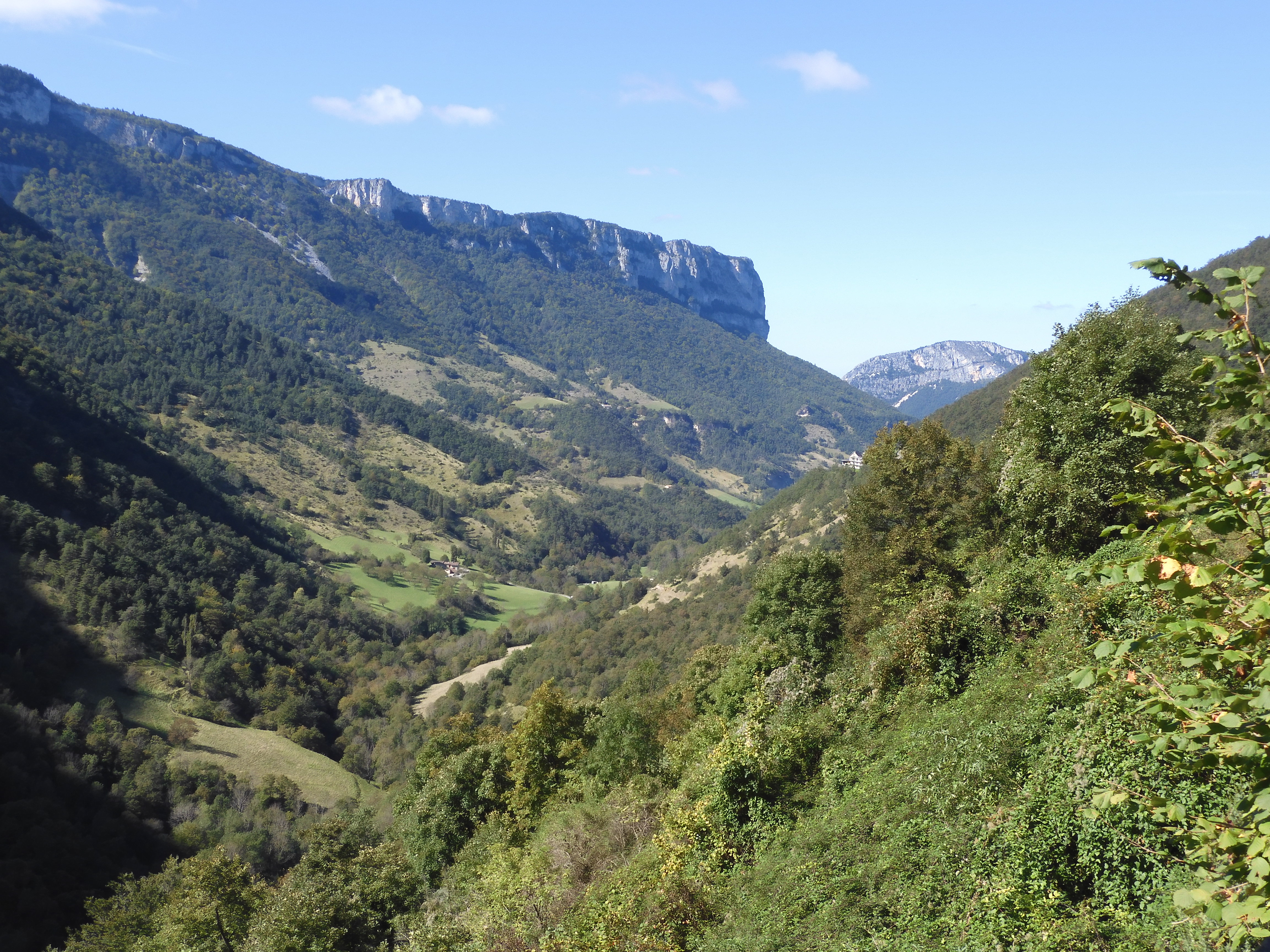
Reculée des Grands Goulets en aval du passage des Grands Goulets

Le torrent de la Vernaison, sous-affluent du Rhône par la Bourne et l'Isère, est à l'origine du creusement des Grands Goulets par érosion karstique. Celle-ci traverse une seule zone hydrographique La Bourne de la Doulouche à la Vernaison inclus (W333) de 557 km2 de superficie. Ce bassin versant est constitué à 79,24 % de « forêts et milieux semi-naturels », à 19,21 % de « territoires agricoles », à 1,60 % de « territoires artificialisés ».
Géologiquement, l'ensemble de ce secteur en aval des Barraques-en-Vercors, jusqu'à Saint-Laurent-en-Royans, se présente sous la forme d'une reculée et celle-ci s'étend sur près de huit kilomètres de long pour trois kilomètres de large, le fond de la vallée qu'elle constitue étant parcouru par ce seul cours d'eau. Cette particularité géomorphologique d'origine calcaire est fermée à ses deux extrémités, par les Petits Goulets à son débouché vers le Royans et par les Grands Goulets à sa terminaison du côté du plateau du Vercors et qui en constitue la partie située en amont. D'impressionnantes falaises calcaires bordent ces gorges et certains contacts stratigraphiques sont très nettement visibles même pour les personnes non initiées.
La montagne de l'Allier, sommet de 1 271 m d'altitude, domine ce secteur situé sur le territoire de la commune d'Échevis. Selon les archives de la Drôme (fonds du Vercors), il était dénommé Lallier en 1505 et avait donné son nom au chemin muletier qui précéda la route.

### Environnement
Les Grands Goulets sont classés comme site pittoresque au titre de l'environnement et zone naturelle d'intérêt écologique, faunistique et floristique (ZNIEFF), dénommé « Znieff des Grands Goulets, Rochers et bois de l'Allier, Grand Cournouse . »
Le classement du « site des Grands Goulets » (site Natura 2000 D27), comprend les gorges de la Vernaison, depuis les Barraques jusqu'à cent mètres en aval de la Grande Cascade sur une superficie de 26 hectares.
Le martin-pêcheur, la rousserolle verderolle, petite fauvette verdâtre et le tarier des prés, comme bioindicateur de la qualité des prairies naturelles ou semi-naturelles, sont des oiseaux endémiques de ce secteur.

### Accès

#### Ancienne route

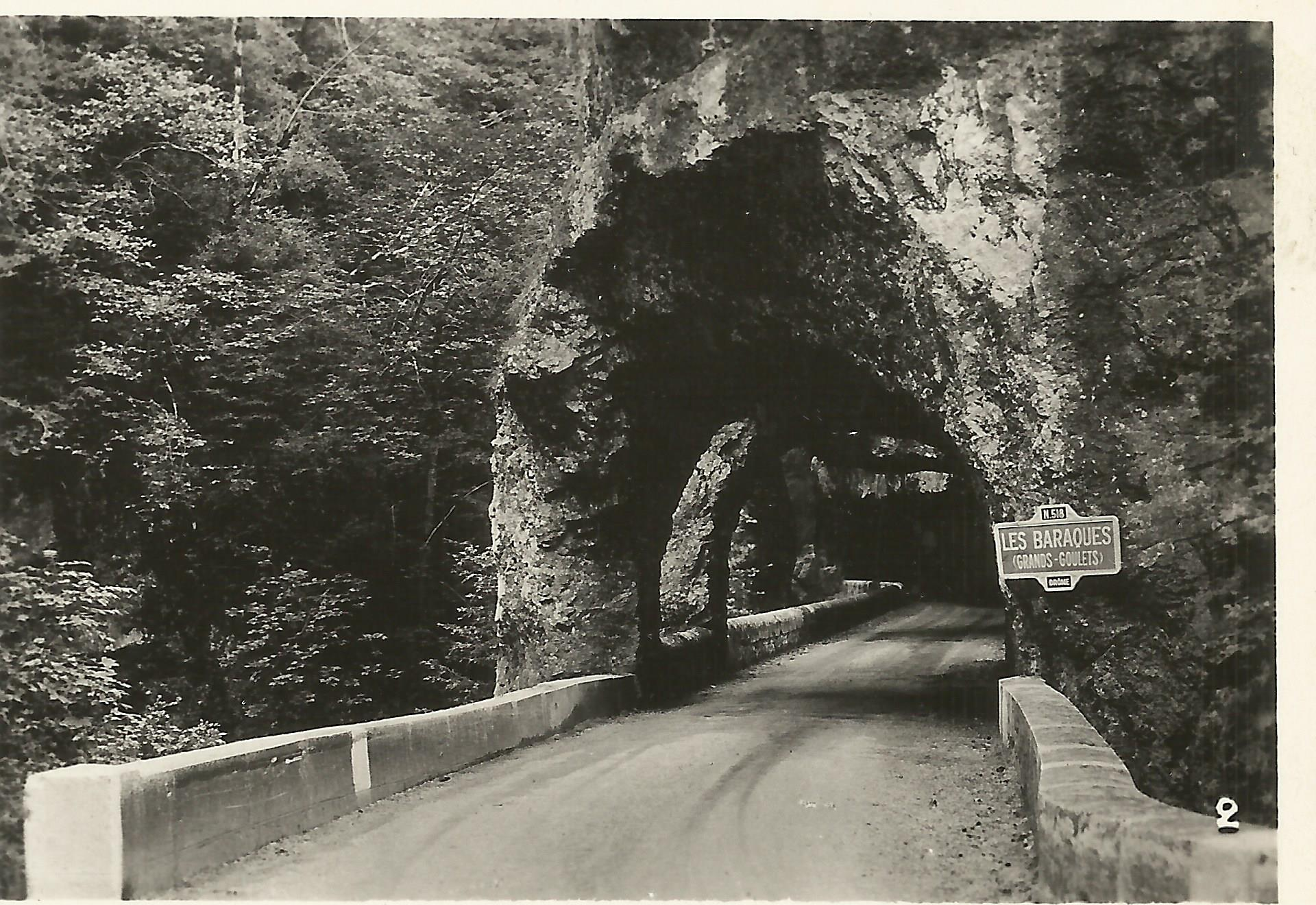
L'entrée des Grands Goulets par la N518 dans les années 1940.

L'ancienne route en encorbellement construite de 1843 à 1854, l'un des accès au Vercors, sur l'ancienne nationale 518, est fermée à toute forme de circulation, y compris pour d'éventuelles randonnées piétonnes et elle a été remplacée depuis 2008 par le tunnel. Des grillages bloquant l'entrée ont été installés en raison des éboulements fréquents. Une possible réouverture partielle (uniquement pour les piétons) a été mise à l'étude sans qu'aucune décision n'ait été prise jusqu'à présent (septembre 2021)

#### Route actuelle
La route actuelle qui emprunte encore le passage des Petits Goulets et le tunnel des Grands Goulets est l'ancienne route nationale 518, devenue RD518 à la suite de son déclassement en route départementale. Cette voie routière permet de relier les villes de Pont-en-Royans (Isère), par séparation avec la RD531 à Die (Drôme).
Depuis les gares de Valence (Valence-ville ou Valence-TGV), des liaisons en autocars permettent de se rendre jusqu'à la Chapelle-en-Vercors (ligne 5 de la Drôme, arrêt Les Barraques en Vercors),.

#### Tunnel
Cet ouvrage, d'une longueur de 1 700 mètres, dont l'entrée, en amont, se situe près du hameau des Baraques en Vercors (commune de La Chapelle-en-Vercors), comprend six galeries de secours. Il a bénéficié d’une première en France avec l’application en tunnel d’un béton projeté composé de macro-fibres synthétiques. 
Un système de coffrage, engin de 160 tonnes et de 12,50 m de long, a été spécialement créé pour réaliser cette galerie à deux voies.

## Histoire

### Construction de la route

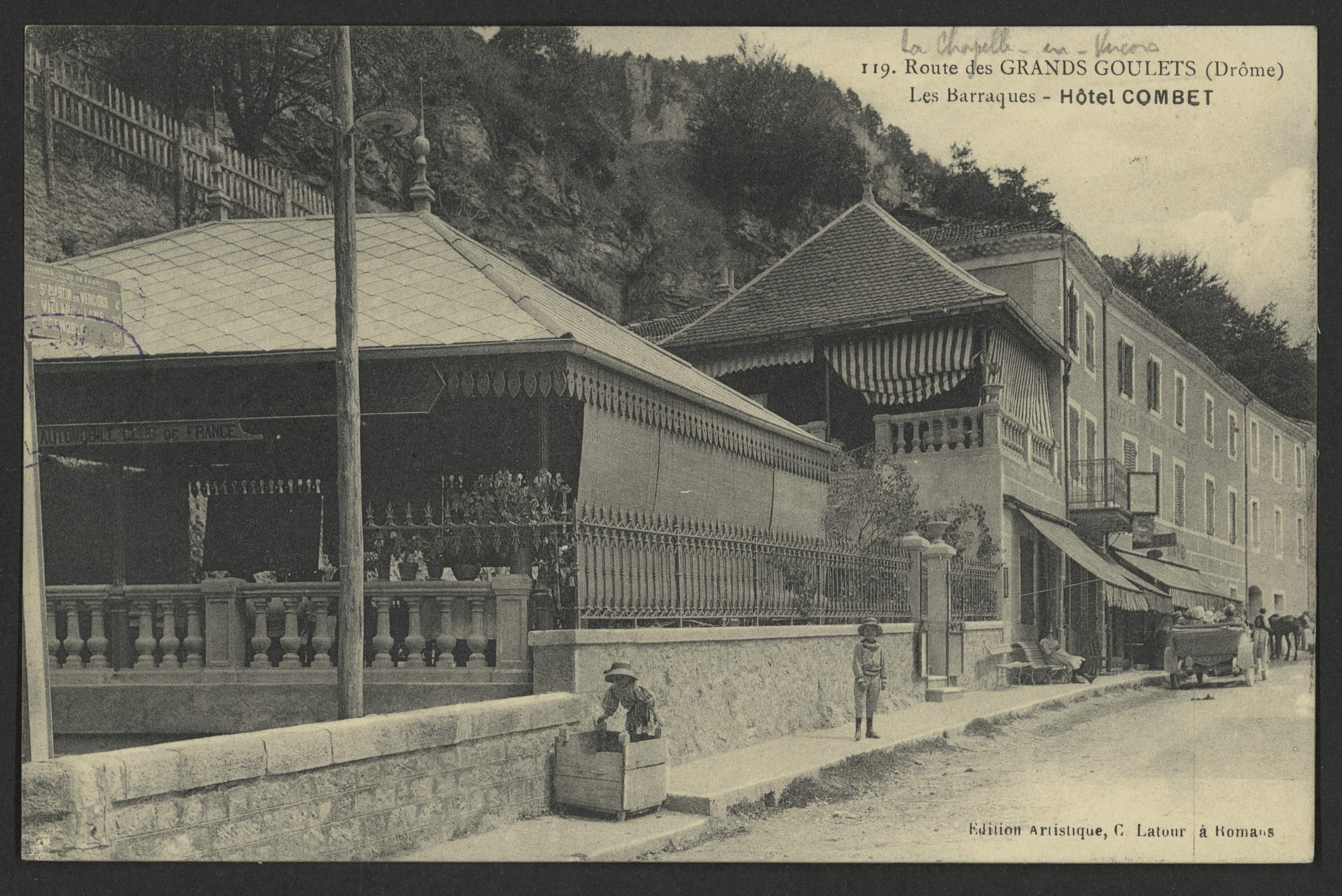
Hôtel situé à l'entrée des Grands Goulets en 1920.

Jusqu'au début du XIXe siècle, le chemin qui permet de relier le secteur de Die (vallée de la Drôme) à Pont-en-Royans (vallée de la Bourne) passe par le chemin de l’Allier, voie muletière qui peut toujours être utilisée à pied au XXIe siècle. Ce chemin débute au village de Saint-Martin-en-Vercors pour déboucher à Pont-en-Royans par la vallée de la Vernaison. De plus en plus emprunté par les commerçants et les riverains, ce sont les nécessités du transport du bois qui conduisent les communes, dès la fin du XVIIIe siècle, à entreprendre des travaux afin d'améliorer et élargir cette voie. 
La décision de la construction d'une route est prise par le conseil général de la Drôme en 1834. De nombreuses entreprises se succèdent sur le tronçon de cette route très difficile à réaliser et il faut que le conseil municipal de la commune de La Chapelle-en-Vercors vote en 1844 un budget extraordinaire pour permettre l'achèvement du chantier. La route est alors enfin terminée et désormais accessible aux voitures hippomobiles en 1854. En raison de l'intérêt touristiques, quelques hôtels sont érigés à l'entrée de la route.

### Construction du tunnel
Les travaux de ce tunnel routier envisagé pour remplacer la route débutent le 5 octobre 2005, la fin du creusement a lieu en juin 2007, sa mise en service définitive est effectuée en mai 2008 pour une inauguration le 30 juin 2008.

### Faits historiques
Deux plaques ont été apposées au niveau du hameau des Barraques-en-Vercors, l'une commémore l'ouverture de la route des Grands Goulets, en 1851, et l'autre le combat du 22 janvier 1944 entre les membres de la Résistance française intérieure et l'armée allemande. Les premiers se replièrent face la puissance de feu des Allemands pourvus en artillerie et supérieurs en nombre. Le hameau est détruit.
Ces faits sont évoqués dans le journal intime de Monique Guyot (1906-2001), directrice de la pension Sainte-Marie à Villard-de-Lans et résidente à La Chapelle-en-Vercors, publié avec des annotations de Philippe Laborie sous le titre Journal d'une pétainiste et écrit entre janvier 1944 et mai 1945. Ce livre est publié aux Presses universitaires de Grenoble.